# 꿈 (1990년 대한민국 영화)
"꿈"은 1990년에 개봉한 대한민국의 영화이다.

## 캐스팅
- 안성기 : 조신 역
- 황신혜 : 달례 역
- 정보석 : 모례 역
- 최종원 : 평목 역
- 윤문식 : 큰스님 역
- 이대로 : 태수 역
- 문미봉 : 태수부인 역
- 한태일 : 주지스님 역
- 안종환 : 회계점원 역
- 추봉 : 주막주인 역
- 박용팔 : 무사 1 역
- 최근제 : 무사 2 역
- 박광설 : 무사 3 역
- 황현준 : 무사 4 역
- 조병옥 : 무사 5 역
- 이성재 : 가객 역
- 한은진 : 독대할머니 역
- 이인옥 : 천곡촌장 역
- 박부양 : 천민 1 역
- 박광진 : 천민 2 역
- 박달 : 화전민 역
- 김애라 : 노파 역
- 박성미 : 달보고 역
- 이진우 : 미력 역
- 최대현 : 독대 역
- 정은영 : 독대동생들 역
- 윤영희 : 독대동생들 역
- 이진욱 : 독대동생들 역
- 강철민 : 동승 역

## 수상
- 2008년 제3회 시네마테크의 친구들 영화제 친구들의 선택
- 2016년 제22회 브졸국제아시아영화제 한국 : 영화와 문학
- 2017년 제12회 런던한국영화제 배창호 회고전
- 2019년 제20회 전주국제영화제 백 년 동안의 한국영화 : 한국영화의 또 다른 원천(20세기)